# Самолетопоклонничество
Самолетопоклонничеството (срещано и като карго култ, на английски: Cargo Cult) е вид религиозна практика, която се появява в много традиционни племенни общества след първите им срещи с технологично напреднали общества. Култовете са насочени към придобиване на материални богатства от напредналите култури посредством магия и религиозни ритуали и практики. Те вярват, че тези богатства са създадени за тях от техните богове или предшественици. Карго култовете започват да се появяват през ХІХ век с появата на първите значителни групи мисионери и кралски наместници. Зараждат се основно в отдалечени части на Нова Гвинея, меланезийски и микронезийски общества намиращи се в югозападната част на Тихия океан. Подобни практики се наблюдават и в други части на света.
Религията на самолетопоклонниците в района на Тихия океан нараства значително по време и след Втората световна война, когато голям брой хора и материали са доставени от японски и американски военнослужещи. След края на войната военните бази са затворени и потокът от стоки и материали спира. В опит да привлекат нови доставки на материални богатства последователите на култа започват ритуални практики като изграждане на груби имитации на летателни писти, самолети и радио екипировка в опит да наподобят поведението, което наблюдават при обслужващия военен персонал.